# James Tynion IV
James Tynion IV (Milwaukee, 14 dicembre 1987) è un fumettista statunitense.

## Carriera

### Esordi e aspirazioni
James desidera sin da ragazzo lavorare come scrittore ed è affascinato dal mondo dei fumetti di cui aspira da sempre a divenire uno scrittore affermato. L'interesse per i comic nasce da una casualità in quanto nel suo paese natale, di fronte a casa sua vi è una libreria della catena Borders Group (ora fallita) che è molto fornita in comic book e graphic novel. Non avendo molti altri passatempi o interessi James si appassiona da subito al mondo dei comic. Già al liceo si applica in corsi di scrittura creativa e porta avanti studi sulla letteratura fino al college. Qui incontra un insegnante destinato a cambiare il corso del suo destino. Si tratta di Scott Snyder, scrittore top-seller della DC. Questi intuisce da subito le capacità del giovane scrittore e lo inserisce nella DC dove trova preziosi insegnamenti da parte della Senior Editor della Vertigo Shelly Bond. Dal 2021 è attivo sulla piattaforma Substack.
La possibilità di esordire con delle sue storie avviene in occasione del lancio del nuovo universo DC Comics battezzato dai titoli The New 52 (2012). Grazie a Snyder ha modo di realizzare storie brevi o short stories per l'iconica serie Batman che in seguito a questo evento riparte dal n. 1 con l'inizio di un memorabile ciclo di storie di Scott Snyder e Greg Capullo. James ha modo inoltre di mettersi in evidenza con short-stories sulla prima serie settimanale dedicata al Cavaliere Oscuro, ovvero Batman Eternal (dal giugno 2014). L'esordio avviene sulla storica serie Batman sul n. 12 dal titolo Ghost in the Machine con data di copertina ottobre 2012. Il mese successivo ha già la possibilità di realizzare una breve storia per l'iconica serie Detective Comics, sull'albo speciale Detective Comics n. 0, il titolo è la Lunga attesa e si svolge sette anni nel passato alle origini del personaggio. Dopo queste convincenti prove la DC lo usa come scrittore per alcuni dei suoi titoli più importanti quali Batman e Justice League, la sua popolarità quindi aumenta presso i lettori e le storie convincono la critica. Nonostante questo James sente di non potersi esprimere al meglio all'interno del genere mainstream con tutti i vincoli che ne derivano a livello creativo, di continuity e l'impossibilità di creare qualcosa di realmente differente per tematiche e atmosfere. Uno dei generi dai quali si sente più attratto fin da piccolo è l'horror in tutte le sue sfacettature, dal fantasy-horror al gotico, un viatico che permette allo scrittore di realizzare storie che riflettano al meglio il tono tragico-comico dell'esistenza, un tema a lui caro e che traspare nella maggior parte delle sue opere.
In questa prima fase della sua carriera vi è un'opera in particolare che mette in evidenza l'autore e lo pone all'attenzione di uno svariegato numero di lettori. Si tratta di una bizzarra opera crossover che fa incontrare in team-up Batman e le Tartarughe Ninja. L'opera s'intitola Batman/Teenage Mutant Ninja Turtles ed è una limited-series di sei numeri pubblicata da DC e IDW Publishing tra il febbraio 2016 e il gennaio 2017. Il successo è tale che ne escono due sequel, sempre nello stesso formato.

### Affermazione e successo (dal 2019)
Dopo aver lavorato per un decennio per la DC, James è stanco delle continue ingerenze a livello editoriale e comincia a sentirsi eccessivamente limitato nello sviluppare la sua creatività. A livello umano il rapporto con i vari editor funziona e si creano legami di amicizia ma come dichiara lui stesso «...se io avevo un'idea di dove traghettare un personaggio, l'editor, che spesso era uno sceneggiatore mancato, magari ne aveva una diversa e quindi cercava di portarmi verso la strada che lui aveva in mente. E li si andava allo scontro». Il mercato indipendente rimane quindi un campo dove James Tyninon può dare libero sfogo alle sue idee e sviluppare contenuti creator-owned. Inizialmente si rivolge ai Boom!Studios e alla Image Comics per poi portare la sua etichetta Tyni Onion Studios alla Dark Horse Comics. Tramite questi editori riesce a vincere premi e ad avere il clamore dei lettori e del pubblico ma il mezzo migliore per stare in connessione con essi e pubblicare storie in totale libertà rimane la piattaforma newsletter ad abbonamento Substack. Su questa è fortemente attivo dal 2021 e per potervisi dedicare con il giusto impegno si disimpegna dal suo lavoro sulle testate batmaniane della DC. Abbandona la serie Batman n. 117 (novembre 2022) e Joker n. 14 (aprile 2022). Tramite Substack si possono però distribuire presso gli abbonati fumetti digitali che saltano completamente le procedure editoriali di una casa editrice, il guadagno è (quasi) tutto per l'autore e non vi è nessun tipo di intromissione. James è da subito affascinato dalle potenzialità offerte dalla piattaforma ed è stato tra gli autori più attivi a pubblicizzare questo tipo di distribuzione, al pari di Jeff Lemire e Nick Spencer. Non a caso alcune delle opere di maggior successo e richiamo per Substack sono Blue Book, The Closet, True Weird e altre. Da notare che molte delle sue opere distribuite in questa forma sono già state opzionate per cinema e televisione. La scelta è quindi vincente anche se lo stesso James rimane affezionato al fumetto nella sua forma cartacea e questo vale per la maggior parte dei lettori. L'abbonamento è di duecento cinquanta dollari annui tramite il quale l'abbonato ha la possibilità di ricevere la newsletter The Empire of Tniy Onion, una card esclusiva, un comic book autografato, i fumetti indipendenti pubblicati dall'autore, versioni con variant cover e altri tipi di gadget durante l'anno, realizzati in collaborazione con The Third Eye Comics, Games, Hobbies. Esistono abbonamenti più economici come quello mensile da $7 (sette dollari) al mese, e quella mensile da 75$ (settantacinque dollari). Oltre alle opere distribuite già per altri editori indipendenti, vi sono opere realizzate in maniera esclusiva per avere l'anteprima su Substack. La popolarità dell'autore aumenta e il suo titolo di punta rimane Something is killing the Children. Nel 2022 nasce l'accordo con la Dark Horse che tramite il suo imprint stampa tali opere anche in forma cartacea, anche se diverse di loro avranno una distribuzione in anteprima per gli abbonati di Substack. Lo stesso autore afferma che l'arrivo e diffusione dei web comic negli anni novanta lo hanno da subito affascinato ma se vuole una lettura davvero immersiva in un'opera a fumetti, ritiene fondamentale avere tra le mani la versione stampata.
L'affermazione definitiva come autore tra i più ricercati dagli editor e acclamati dalla critica avviene in maniera definitiva nel 2019 grazie ad un'opera indipendente pubblicata per i Boom!Studios, si tratta della serie regolare Something is killing the children pluripremiata agli Eisner Award e grande successo commerciale. Inizialmente era stata concepita come una miniserie di cinque albi ma in seguito al riscontro altamente positivo del mercato è subito divenuta una serie regolare. James si è spinto ad affermare che ha già scritto una sinossi dell'opera che arriverà a conclusione con il n. 75, un numero traguardo raggiunto da Neil Gaiman (uno dei suoi autori preferiti) con la storica serie Sandman pubblicata negli anni novanta dalla Vertigo e ormai divenuta un saga cult del fumetto statunitense. La serie viene pubblicata dai Boom!Studios, una delle case editrici preferite dall'autore, sia per la fiducia ottenuta e per il gran numero di progetti realizzati insieme, sia per la libertà creativa garantitagli. La collaborazione era cominciata anni prima, soprattutto dal 2014 con fumetti quali The Woods e Backstagers, Mimetic, Cognetic e altri, tra i suoi primi passi nel mercato indipendente. La fiducia datagli dall'autore permette allo scrittore di sperimentare diversi generi, da quello distopico, al fantasy, allo young adult. Si tratta di un periodo di cinque anni (2014-2019) in cui James ha modo di crescere e svilupparsi come fumettista completo. Something is killing the children nasce come un racconto in prosa quando ancora James frequentava la scuola, si tratta quindi di un racconto a cui l'autore tiene particolarmente. La storia prende forma nella mente dell'autore poco dopo che si è trasferito con la famiglia da New York a Milwaukiee e qui il giovane James si ritrova immerso in un mondo rurale, in una cittadina che sembrava circondata da enormi boschi che per l'autore sono il luogo che nasconde misteri, pericoli e realtà sconosciute. Tali tematiche si ritrovano infatti spesso nelle sue opere indipendenti. Bisogna sottolneare come l'autore raggiunge il successo e lo stato di scrittore top-seller non quando lavora sulla DC e i suoi personaggi iconici quali Batman, Justice League, Wonder Woman, Red Hood o il Joker e altri ma nel momento in cui si dedica alle sue opere personali e creator-owned quali The Nice House on the Lake, Backstagers e un'opera particolare quale The Deapartment of True, una storia che riesce a sviluppare le teorie cospirazioniste alle teorie della fisica quantistica. Si tratta di una delle opere su cui il mercato sta ponendo la sua attenzione e interesse, capace di attirare l'interesse di diversi tipi di lettori. Da qui nasce e cresce la fiducia dell'autore nelle sue idee e nella sua capacità di creare opere originali che anche al fuori del mainstream si ritrova affascinato dalle sue storie. Questo lo porta a creare e concentrarsi sullo sviluppo di un suo imprint personale quale Tiny Onion Studios ripercorrendo la strada già segnata da autori quali Mark Millar con il Millarworld o il Jinxworld di Brian Michael Bendis. L'autore continua inoltre la sua collaborazione con la DC ma non attraverso un contratto esclusivo e per usufruire dell'imprint DC Black Label, erede dell'etichetta della storica Vertigo di Karen Berger. Per questa pubblica una serie horror di culto quale The Nice House on the lake e ha modo di raggiungere quello che è stato un obbiettivo da sogno per la sua carriera ovvero lavorare ad un progetto legato al Sandman Universe di Neil Gaiman. Da notare che attribuisce allo scrittore inglese e alla sua opera seminale due dei fattori principali che lo hanno reso lo scrittore che poi è diventato.
Nel 2022 partecipa al Lucca Comics and Games 2022 dove viene invitato insieme al disegnatore italiano Werther Dell'Edera per presentare l'opera House of Slaughter, spin-off della loro celebre serie Something is killing the children. Inoltre vengono annunciati altri spin-off, volontà di poter creare un universo narrativo di genere horror. Si tratta del genere che più appassiona lo scrittore anche perché fin da ragazzino è intimorito dall'horror ed evitava persino di vedere le copertine dei DVD che lo trattassero. Adesso è quindi affascinato dalla possibilità di esorcizzare ed esplorare quelle sue paure attraverso le opere indipendenti che realizza. A partire dal College ha inoltre scoperto che si tratta del genere per cui gli piace maggiormente creare e immaginare scenari che sorprendano il lettore. Questo aspetto differisce sostanzialmente dal mainstream super eroistico dove invece è tutto più ingessato in una continuity in cui lo stesso lettore si vuole inserire a livello narrativo. Con questo non nega che è stato un onore aver lavorato per diversi anni su Batman, un personaggio iconico che paragona a Robin Hood e Sherlock Holmes.

## Opere indipendenti

### Boom!Studios
- The Woods nn.1-36, James Tynion IV (testi) - Michael Dyalinas e Josan Gonzales (disegni), serie regolare (conclusa), maggio 2014 - ottobre 2017.
- Memetic nn.1-3, James Tynion IV (testi) e Erik Donavan (disegni), limited-series (conclusa), ottobre-dicembre 2014.
- Bravest Warriors  Paralyzed Horse Giant n.1, James Tynion IV (testi) & AA.VV. (testi e disegni), albo antologico, spin-off, novembre 2014.
- Boom!Studios Halloween Fright Test 2014-2015-2016, James Tynion IV (testi) & AA.vv. (testi e disegni), Tre albi antologici annuali (conclusa), ottobre 2014-2015-2016.
- Ufology nn.1-6 James Tynion IV e Noah J. Yuenkel (testi) - Matthew Fox, Adam Metcalfe (disegni), limited-series (conclusa), aprile-novembre 2015.
- Mimetic n.1, James Tynion IV (testi) e Eryk Donovan (disegni), albo unico, 21 ottobre 2015.
- Cognetic nn.1-3, James Tynion IV (testi) - Eryk Donovan (disegni), limited-series (conclusa), ottobre-dicembre 2015.
- The Backstagers nn.1-8, James Tynion IV (testi) - Rian Sigh, Walter Baiamonte (disegni), limited-series (conclusa), imprint Boom!Box, agosto 2016 - marzo 2017.
- Eugenic nn.1-3, James Tyninion IV (testi) - Eryk Donovan (disegni), limited-series (conclusa), ottobre-dicembre 2017.
- Boom!Box 2016 Mix Tape, James Tynion IV & AA.VV. (testi e disegni), albo antologico, dicembre 2017.
- The Backstagers: Encore n.1, James Tynion IV & AA.VV. (testi e disegni), albo antologico, spin-off di The Backstagers, 24 aprile 2019.
- Something is killing the children dal n.1, James Tynion IV (testi) e Werther Dell'Edera (disegni), serie regolare, settembre 2019 -in corso.
- Wynd nn.1-10, James Tynion IV (testi) e Michael Dyalinas (disegni), limited-series (conclusa), giugno 2020 - settembre 2021.
- House of Slaughter dal n.1, James Tynion IV & AA.VV. (testi e disegni), serie regolare, spin-off di Something is killing the children, ottobre 2021 -in corso.
- Wynd - The Trone in the Sky - dal n.1, James Tynion IV (testi) e Michael Dyalinas (disegni), limited-series, sequel alla miniserie Wynd, agosto 2022 -in corso.

### Dark Horse Comics
- Blue Book dal n.1, James Tynion IV (testi) - Michael Avon Oeming (disegni e cover regolari), linea editoriale: True Weird, 22 febbraio 2023 -in corso.

### DC Black Label
- The Nice House on the Lake nn.1-14, James Tynion IV (testi) - Alvaro Martinez Bueno (disegni), serie regolare (in conclusione), imprint DC Black Label, agosto 2021 - 2023.
- The Sandman Universe: Nightmare Country, James TYnion IV (testi) - Lisandro Estherren, Maria Llovert (disegni), limited-series (in corso), imprint DC Black Label, giugno 2022 -in corso

### IDW Publishing
- In the Dark: A Horror Anthology n.1, James Tynion IV (testi) & AA.VV.(testi e disegni), albo unico antologico, aprile 2014.
- Love is Love n.1, James Tynion IV & AA.VV. (testi e disegni), albo antologico, 28 dicembre 2016.

### Image Comics
- The Closet nn.1-3, James Tynion IV (testi) - Gavin Fullerton (disegni), limited-series, giugno-agosto 2022.
- The Department of Truth dal n.1, James Tynion IV (testi) - Martin Simmonds (disegni), serie regolare, settembre 2020 -in corso.
- Image 30th anniversary Anthology n.8,AA.VV. (testi e disegni), serie celebrativa e antologica a cui l'autore contribuisce con la storia Worldtr33 disegnata da Fernanado Blanco e Jeff Smith.
- The Deviant nn. 1-9, James Tynion IV (testi) - Joshua Hixson (disegni), miniserie,  novembre 2023 - febbraio 2025.

### Thrillbent
- The Eight Seal nn.1-8, James Tynion IV (testi) - Jeremy Rock (disegni), limited-series (conclusa), aprile 2013 - novembre 2014.

### Tiny Onion Studios
Si tratta di quelle opere nate specificatamente per gli abbonati a Substack e che solo successivamente hanno avuto una trasposizione in forma cartacea:
- Razorblades: The Horror Magazine nn.1-5, James Tynion IV & AA.VV. (testi e disegni), limited-series antologica (conclusa),2021.
- True Weird n.1, serie horror antologica, James Tynion IV (testi) e Klau Janson per la storia Coney Island, 2022.

## Altri media
Una delle ambizioni di James oltre ad essere un fumettista è quella di diventare uno scrittore di sceneggiature per film o serie TV. Nell'ottobre del 2022 lancia una campagna su Kickstarter con PK Colinet e Elisa Charretier per realizzare un mediometraggio horror dal titolo Room Service con l'obbiettivo di raccogliere almeno $53000 (cinquantatremila dollari) per la produzione dell'opera. Il progetto si sviluppa a livello multimediale in quanto i tre creatori vogliono creare una nuova icona horror quale Caretaker da sviluppare anche come fumetto. La stessa PK Colinet è infatti una premiata fumettista che ha realizzato l'acclamato fumetto The Infinite Loop mentre Charretier è una studiosa che s'interessa della creazione dei fumetti e del loro valore a livello culturale, oltre ad essere un'abile illustratrice. L'opera viene preceduta da un fumetto prequel disponibile solo in forma digitale e per gli abbonati di Substack, ma l'offerta non deve essere inferiore ai 30 dollari. Pk Colinet è la regista, James Tynion IV lo sceneggiatore e Charretier ne realizza le storyboard. L'ambizione dei tre autori è da subito notevole in quanto, intorno alla figura di Caretaker, vogliono sviluppare un franchise multimediale e un giorno crearne un lungometraggio cinematografico.

## Premi e riconoscimenti
- Nel 2015, per l'opera Mimetic, viene nominato ai GLAAD Media Awards nella categoria Oustanding Comic. Si tratta di un premio dato per la capacità dell'autore di aver costruito una storia e dei personaggi che ben rappresentano o valorizzano le comunità LGBT.
- Nel 2016 vince il GLAAD Media Awards nella categoria Oustanding Comic (o miglior serie) per la serie The Woods.
- Nel 2017 vince il Prism Award per il miglior fumetto singolo pubblicato. Si tratta del primo numero della serie The Backstagers.
- Nel 2022 vince tre Eisner Award. Come Miglior scrittore (o Best Writer), come autore della miglior serie regolare per Something is killing the children, come autore della miglior nuova serie dell'anno per The Nice House on the Lake.
- Sempre nel 2022 vince 3 Ringo Award. Come miglior scrittore, come autore della miglior serie ovvero Something is killing the children, come autore della miglior singola storia (o Best Single Issue) per Something is killing the children numero 20.